# Authon-du-Perche
Pour les articles homonymes, voir Authon.
Authon-du-Perche est une commune nouvelle du département français d'Eure-et-Loir en région Centre-Val de Loire. Elle est créée le 1er janvier 2019 lors de la fusion avec la commune voisine de Soizé, les deux anciennes communes devenant communes déléguées.
La commune qui s'appelait à l'origine Authon a été renommée en Authon-du-Perche par un décret de 1935. Chef-lieu du canton d'Authon-du-Perche jusqu'en 2015, Authon-du-Perche est aujourd'hui rattachée au canton de Brou.
Les habitants sont appelés Authonniers ou Authonnais, ce dernier gentilé étant le plus couramment utilisé.

## Géographie

### Situation

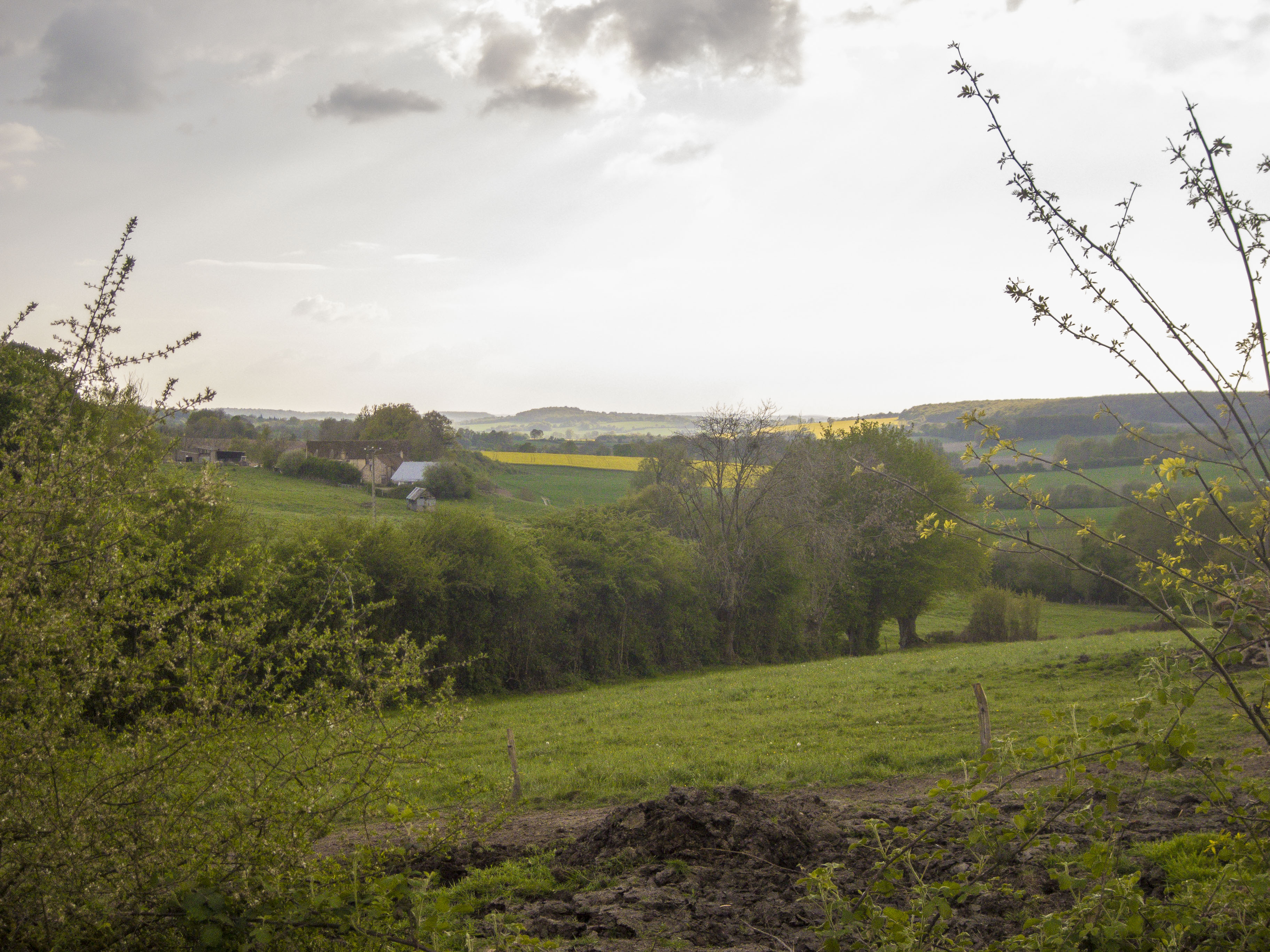
Un aspect du bocage percheron à l'ouest de la commune.

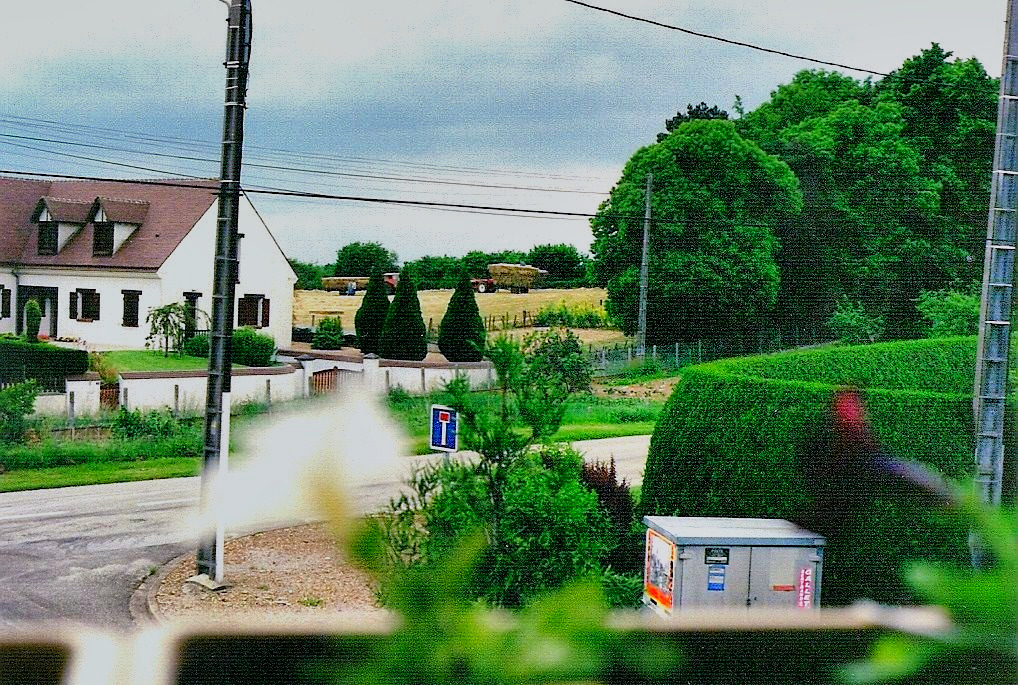
Constructions nouvelles et moissons, en bordure du village.

Authon-du-Perche est situé à la rencontre du Perche et du Perche-Gouët, les deux régions étant généralement confondues par les visiteurs en tant que « Perche ».
Au nord et à l'ouest de la commune, le Perche est une région bocagère et humide, majoritairement dévolue à l'élevage et d'aspect collinaire. À l'est de la commune, s'amorce un paysage de transition avec la Beauce céréalière qui s'étend jusqu'à l'est de Brou. Ce paysage, moins collinaire et humide, à l'économie davantage tournée vers la culture d'« openfield » depuis la deuxième moitié du XXe siècle, s'appelle le Perche-Gouët.
Le bourg principal se situe au sommet d'une colline, culminant à 247 mètres, à la réunion de vallées, sources de plusieurs rivières :
- une des sources de la Braye, affluent du Loir, se situe dans les pièces d'eau du château de la Fosse ;
- la Rhône, affluent de l'Huisne, naît dans les étangs de la Goguerie ;
- deux ruisseaux naissent à Authon puis se rejoignent à proximité du lac du château de Charbonnières pour former la rivière de Sainte-Suzanne, affluent de l'Ozanne puis du Loir.

Le bourg se divise en deux parties principales : le cœur historique des XVIe et XIXe siècles, autrefois entouré de fossés, construit de manière concentrique sur les flancs de la colline, et les extensions progressives depuis 1885.
Le hameau de Saint-Lubin-des-Cinq-Fonts est une ancienne commune rattachée à Authon en 1836. Le hameau est construit en paliers sur le flanc nord-ouest d'une colline surplombant la vallée de la Rhône.

### Communes limitrophes
| Coudray-au-Perche | Béthonvilliers   | Beaumont-les-Autels |
| Saint-Bomer       | Authon-du-Perche | Charbonnières       |
|                   |                  | La Bazoche-Gouet    |

### Transports et voies d'accès
La commune est desservie par des axes secondaires d’intérêt départemental. Les plus importants relient Authon-du-Perche à Nogent-le-Rotrou et La Bazoche-Gouet (D 9), et à Brou (D 13).
Sur la ligne d'Arrou à Nogent-le-Rotrou, une desserte ferroviaire existait pour les voyageurs jusqu'en 1938. La ligne a été déclassée en 1964 et la gare qui se trouvait devant le collège actuel, détruite.
Une ligne de transports par car, avec le service du conseil départemental Transbeauce, relie un certain nombre de communes proche avec Authon-du-Perche et avec le chef-lieu d'arrondissement Nogent-le-Rotrou. Sa faible fréquence à des horaires très matinaux destine cette ligne à un transport scolaire avant tout.
L'autoroute A11, ouverte en 1975, passe au nord du village, coupant le territoire de la commune en deux. Elle ne dessert pas directement la commune, et est accessible uniquement aux péages de Luigny en direction ou en provenance de Paris, ou de Lamnay en provenance ou à destination du Mans et de l'ouest de la France. Malgré les souhaits à l'échelle locale, il n'a semble-t-il jamais été question ni chez le concessionnaire autoroutier, ni au conseil départemental de desservir directement la commune par un échangeur. Les distances entre sorties autoroutières sont en effet de trente kilomètres environ. Récemment pourtant, la commune d'Illiers-Combray qui présentait une situation identique a obtenu un accès à l'autoroute au titre de son développement, et aussi du désengorgement de la route qui mène à Chartres.

Transports et voies d'accès
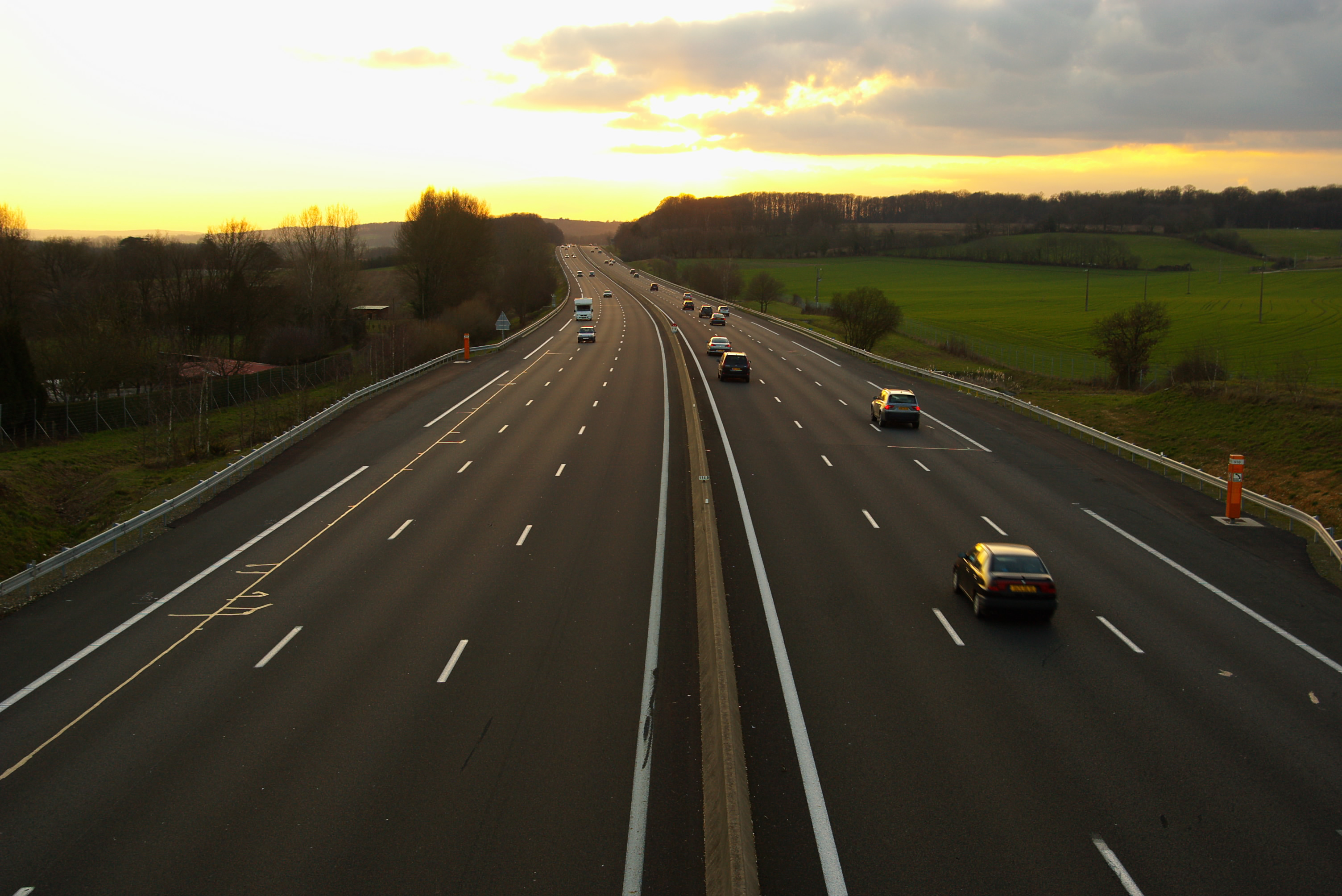
Une vue de l'autoroute A11 à Authon-du-Perche.
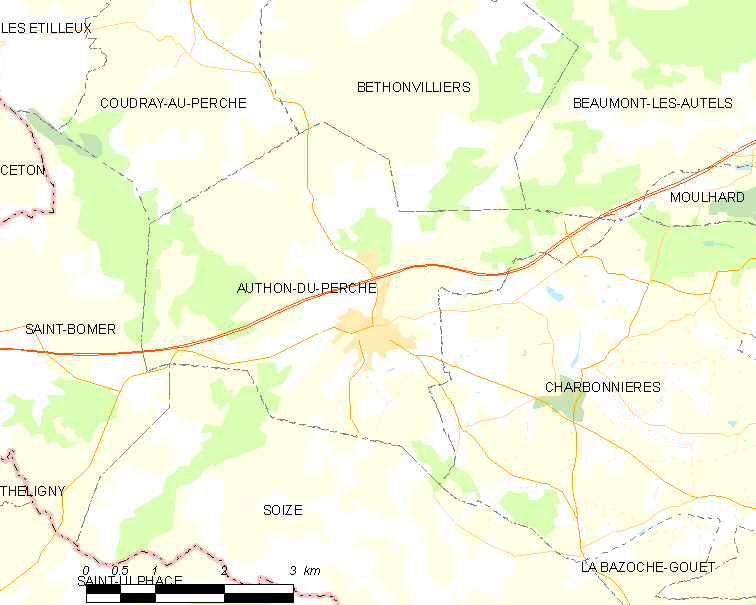
Carte d'Authon-du-Perche et des communes limitrophes.

## Toponymie
Le nom de la localité est attesté sous les formes Authon en 1801, Authon-du-Perche par un décret de 1935.
Authon est dérivé de Altus qui désigne une hauteur, un mont, et de Dunum qui désigne une forteresse et "du-Perche pour le Perche-Gouët, une ancienne province de France au cœur de la région naturelle du Perche et en partie dans le Parc naturel régional éponyme.
Le toponyme de cette localité serait donc issu d'un château primitif érigé sur une  hauteur de cette localité. Il est certainement probable que cette hauteur soit celle qui se trouve au centre est du village sur laquelle se trouve l'église.

### Climat
Pour des articles plus généraux, voir Climat du Centre-Val de Loire et Climat d'Eure-et-Loir.
En 2010, le climat de la commune est de type climat océanique dégradé des plaines du Centre et du Nord, selon une étude du CNRS s'appuyant sur une série de données couvrant la période 1971-2000. En 2020, Météo-France publie une typologie des climats de la France métropolitaine dans laquelle la commune est exposée à un climat océanique altéré et est dans la région climatique Moyenne vallée de la Loire, caractérisée par une bonne insolation (1 850 h/an) et un été peu pluvieux.
Pour la période 1971-2000, la température annuelle moyenne est de 10,1 °C, avec une amplitude thermique annuelle de 14,6 °C. Le cumul annuel moyen de précipitations est de 798 mm, avec 12,3 jours de précipitations en janvier et 8,2 jours en juillet. Pour la période 1991-2020, la température moyenne annuelle observée sur la station météorologique de Météo-France la plus proche, sur la commune de Vichères à 8 km à vol d'oiseau, est de 11,3 °C et le cumul annuel moyen de précipitations est de 731,9 mm,. Pour l'avenir, les paramètres climatiques de la commune estimés pour 2050 selon différents scénarios d'émission de gaz à effet de serre sont consultables sur un site dédié publié par Météo-France en novembre 2022.

## Urbanisme

### Typologie
Au 1er janvier 2024, Authon-du-Perche est catégorisée bourg rural, selon la nouvelle grille communale de densité à 7 niveaux définie par l'Insee en 2022.
Elle est située hors unité urbaine et hors attraction des villes,.

### Occupation des sols

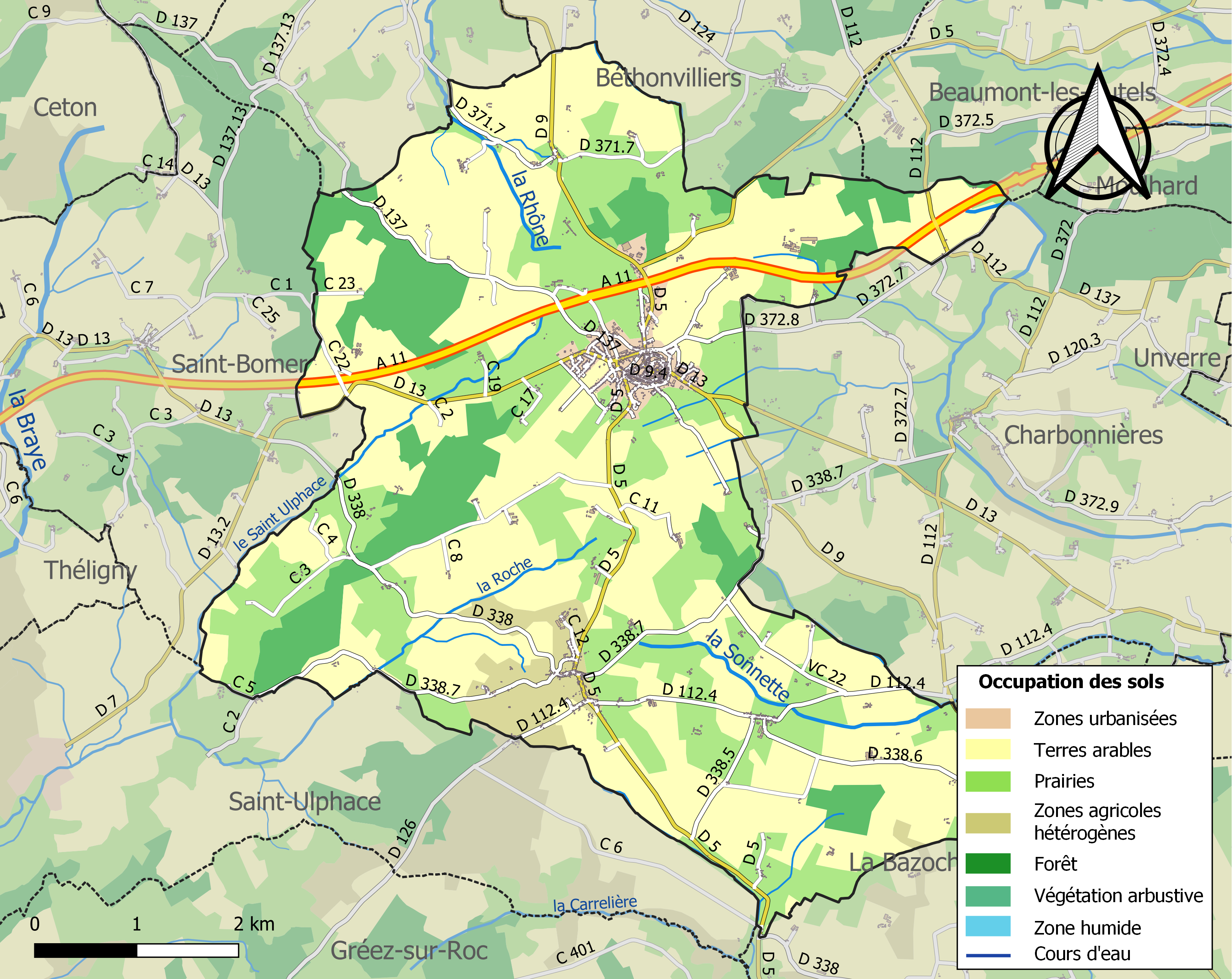
Carte des infrastructures et de l’occupation des sols en 2018.

### Risques majeurs
Le territoire de la commune d'Authon-du-Perche est vulnérable à différents aléas naturels : météorologiques (tempête, orage, neige, grand froid, canicule ou sécheresse), inondationset séisme (sismicité très faible). Il est également exposé à un risque technologique, le transport de matières dangereuses. Un site publié par le BRGM permet d'évaluer simplement et rapidement les risques d'un bien localisé soit par son adresse soit par le numéro de sa parcelle.

#### Risques naturels
Certaines parties du territoire communal sont susceptibles d’être affectées par le risque d’inondation par débordement de cours d'eau, notamment la Sonnette, le Sainte-Suzanne et la Rhône. La commune a été reconnue en état de catastrophe naturelle au titre des dommages causés par les inondations et coulées de boue survenues en 1999,.

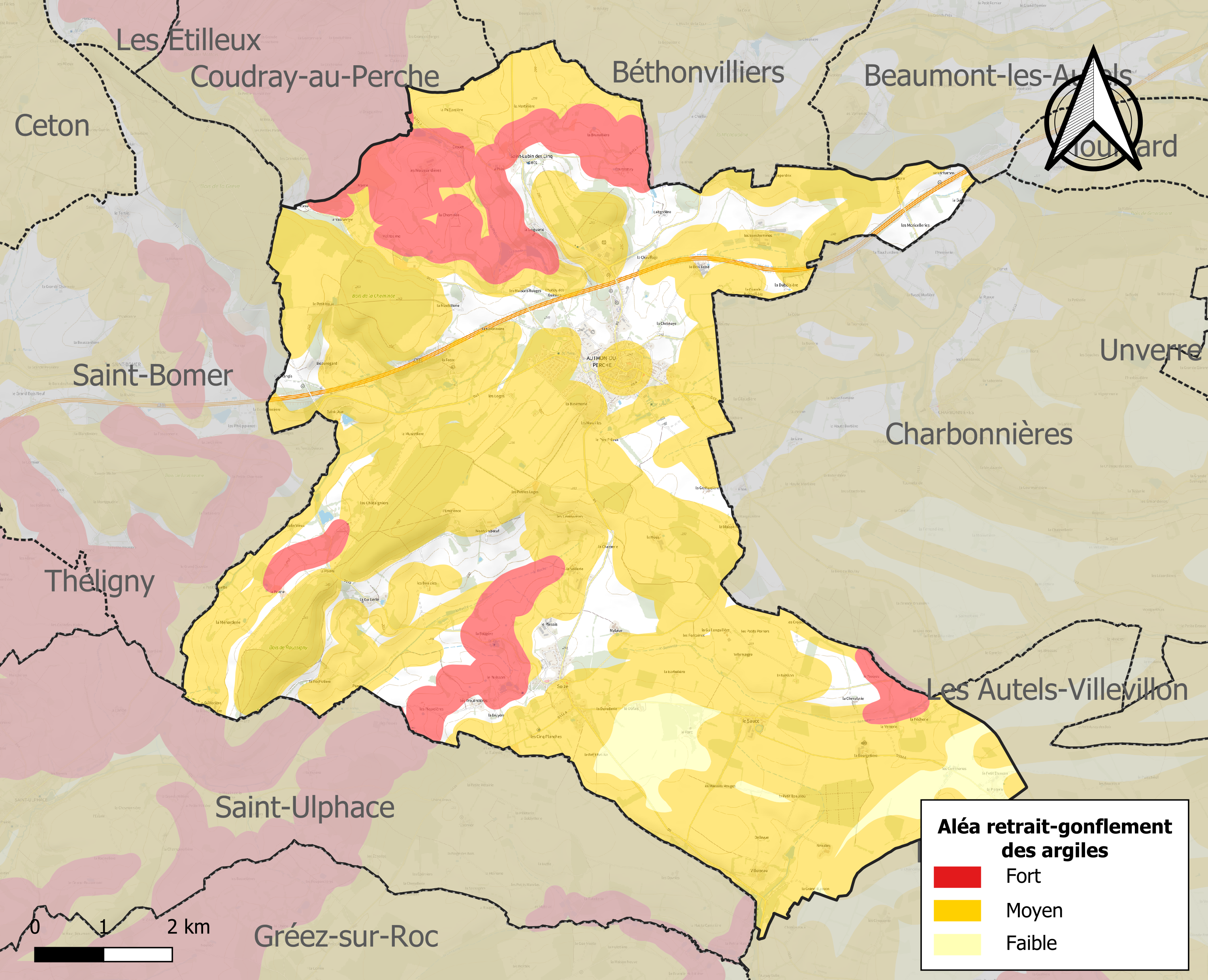
Carte des zones d'aléa retrait-gonflement des sols argileux d'Authon-du-Perche.

Le retrait-gonflement des sols argileux est susceptible d'engendrer des dommages importants aux bâtiments en cas d’alternance de périodes de sécheresse et de pluie. 78,8 % de la superficie communale est en aléa moyen ou fort (52,8 % au niveau départemental et 48,5 % au niveau national). Sur les 919 bâtiments dénombrés sur la commune en 2019, 669 sont en aléa moyen ou fort, soit 73 %, à comparer aux 70 % au niveau départemental et 54 % au niveau national. Une cartographie de l'exposition du territoire national au retrait gonflement des sols argileux est disponible sur le site du BRGM,.
Concernant les mouvements de terrains, la commune a été reconnue en état de catastrophe naturelle au titre des dommages causés par la sécheresse en 2018 et 2020 et par des mouvements de terrain en 1999.

#### Risques technologiques
Le risque de transport de matières dangereuses sur la commune est lié à sa traversée par des infrastructures routières ou ferroviaires importantes ou la présence d'une canalisation de transport d'hydrocarbures. Un accident se produisant sur de telles infrastructures est en effet susceptible d’avoir des effets graves au bâti ou aux personnes jusqu’à 350 m, selon la nature du matériau transporté. Des dispositions d’urbanisme peuvent être préconisées en conséquence.

## Histoire

### Antiquité
La forme latine du nom d'Authon, Augustinium, peut laisser penser qu'il y avait autrefois un temple dédié à l'empereur Auguste situé sur cette colline fortifiée (dunum).

### Moyen Âge
Plus tard, la ville fut l'une des cinq baronnies du Perche-Gouet, sous le nom d'Authon la gueuse. Ce sobriquet, peu attractif, est sans doute lié à la pauvreté paysanne des terres percheronnes autour d'Authon, seulement propices au pâturage. Elle dépendait de la généralité d'Orléans, de l'élection de Châteaudun et de l'archidiaconé du Dunois. Son territoire était régi par les coutumes du Grand Perche, de Chartres et d'Orléans.
La fabrication des étamines y fut importante comme à Nogent-le-Rotrou. On peut encore retrouver le long de la Rhône, l'emplacement des moulins dont les aubes fournissaient la force motrice pour le tissage et le traitement des étoffes.

### Époque moderne
La ville compta de nombreux protestants du temps de la réforme. Ceux-ci se réunissaient dans  une grande maison sur la place qui appartenait à la famille de Robethon. En 1558, François de Robethon était notaire royal. Plus tard, Bertrand de Robethon, fut médecin du roi Henri III. L'un de ses fils, Jacques, devint le conseiller et le médecin de la reine Marguerite de Valois.
Une inscription latine est présente sur le fronton de la porte de cette demeure. Elle indique : « Comme la rose entre les épines - Comme le juste parmi les impies - L'homme courageux, alors qu'il souffre, vainc » ; c'est une allégorie à la lutte qui déchira catholiques et protestants durant de nombreuses années et dont eut à souffrir particulièrement cette famille.
En 1632, c'est le pasteur d'Authon qui procéda à l'inhumation de Maximilien de Béthune, duc de Sully.

### Époque contemporaine
En 1836, la commune de Saint-Lubin-des-Cinq-Fonts fut rattachée à Authon. C'est dans ce village que fut assassiné en 1604 par des catholiques le sieur de Beauregard. Cette commune porta provisoirement, au cours de la Révolution française, le nom de Cinq-Fonds.
À la suite de l'arrêté du 9 juillet 2018 portant création de la commune nouvelle d'Authon-du-Perche, la commune nouvelle est créée en lieu et place des communes d'Authon-du-Perche et de Soizé (canton de Brou, arrondissement de Nogent-le-Rotrou) à compter du 1er janvier 2019 (JORF n°0272 du 24 novembre 2018).

## Politique et administration

### Liste des maires
| Période | Période  | Identité               | Étiquette | Qualité                                                            |
| ------- | -------- | ---------------------- | --------- | ------------------------------------------------------------------ |
| 1810    | 1815     | Docteur Pierre Dubois  |           |                                                                    |
| 1815    | 1816     | Louis Quineau-Braudeau |           |                                                                    |
| 1816    | 1816     | Thomas Met             |           |                                                                    |
| 1816    | 1824     | Jean Fournier          |           |                                                                    |
| 1824    | 1831     | Jacques Martin-Morin   |           |                                                                    |
| 1831    | 1834     | Sévère Martin-Fortris  |           |                                                                    |
| 1834    | 1841     | Charles Roger          |           |                                                                    |
| 1841    | 1851     | Louis Marie            |           | Conseiller général du canton d'Authon-du-Perche                    |
| 1853    | 1857     | Paul Martin-Fortris    |           |                                                                    |
| 1857    | 1871     | Louis Marie            |           |                                                                    |
| 1871    | 1871     | Paul Martin-Fortris    |           |                                                                    |
| 1871    | 1881     | Pierre Fourmilleau     |           |                                                                    |
| 1881    | 1882     | Lucien Courtois        |           |                                                                    |
| 1882    | 1885     | Pierre Fourmilleau     |           |                                                                    |
| 1885    | 1892     | Julien Beaudoin        |           |                                                                    |
| 1892    | 1903     | Paul Martin-Fortris    |           | Propriétaire                                                       |
| 1903    | 1908     | Charles Challier       |           |                                                                    |
| 1908    | 1929     | Louis Lucas            |           |                                                                    |
| 1929    | 1947     | Léon Chevereau         |           |                                                                    |
| 1947    | 1959     | Paul Couronné          |           |                                                                    |
| 1959    | 1977     | Marcel Alcover         | Rad.      | Conseiller général du canton d'Authon-du-Perche                    |
| 1977    | 1983     | René Soler             |           |                                                                    |
| 1983    | 1989     | Marcel Alcover         | MRG       |                                                                    |
| 1989    | 2001     | Monique Lagleyze       | DVD       | Assistante sociale                                                 |
| 2001    | 2010     | Yani Pichard           | DVD       | Cadre de direction Conseiller général du canton d'Authon-du-Perche |
| 2010    | 2018     | Patrice Leriget        | DVD       | Entrepreneur retraité                                              |
| 2019    | 2020     | Patrice Leriget        | DVD       | Maire de la commune nouvelle                                       |
| 2020    | En cours | Éric Girondeau         |           |                                                                    |

## Population et société

### Démographie
L'évolution du nombre d'habitants est connue à travers les recensements de la population effectués dans la commune depuis 1793. Pour les communes de moins de 10 000 habitants, une enquête de recensement portant sur toute la population est réalisée tous les cinq ans, les populations de référence des années intermédiaires étant quant à elles estimées par interpolation ou extrapolation. Pour la commune, le premier recensement exhaustif entrant dans le cadre du nouveau dispositif a été réalisé en 2004.

En 2022, la commune comptait 1 482 habitants, en évolution de −2,44 % par rapport à 2016 (Eure-et-Loir : −0,23 %, France hors Mayotte : +2,11 %).
| 1793  | 1800  | 1806  | 1821  | 1831  | 1836  | 1841  | 1846  | 1851  |
| ----- | ----- | ----- | ----- | ----- | ----- | ----- | ----- | ----- |
| 1 495 | 1 166 | 1 270 | 1 211 | 1 312 | 1 650 | 1 584 | 1 590 | 1 610 |

| 1856  | 1861  | 1866  | 1872  | 1876  | 1881  | 1886  | 1891  | 1896  |
| ----- | ----- | ----- | ----- | ----- | ----- | ----- | ----- | ----- |
| 1 558 | 1 535 | 1 566 | 1 504 | 1 421 | 1 427 | 1 376 | 1 371 | 1 413 |

| 1901  | 1906  | 1911  | 1921  | 1926  | 1931  | 1936  | 1946  | 1954  |
| ----- | ----- | ----- | ----- | ----- | ----- | ----- | ----- | ----- |
| 1 439 | 1 309 | 1 234 | 1 157 | 1 215 | 1 269 | 1 204 | 1 186 | 1 107 |

| 1962  | 1968  | 1975  | 1982  | 1990  | 1999  | 2004  | 2006  | 2009  |
| ----- | ----- | ----- | ----- | ----- | ----- | ----- | ----- | ----- |
| 1 166 | 1 220 | 1 396 | 1 319 | 1 270 | 1 287 | 1 269 | 1 265 | 1 295 |

| 2014  | 2019  | 2022  | - | - | - | - | - | - |
| ----- | ----- | ----- | - | - | - | - | - | - |
| 1 240 | 1 501 | 1 482 | - | - | - | - | - | - |

### Manifestations culturelles et festivités
- Chaque année se déroule à Authon la fête de la Sainte-Trinité, avec animation de rues et concours de voitures à pédalier (26 et 27 mai en 2018)[25].

## Culture locale et patrimoine

### Lieux et monuments

#### Église Saint-André
Elle est l'une des plus anciennes du diocèse et sa construction remonterait au XIe siècle. Elle aurait été la chapelle des moines qui habitaient dans l'abbaye primitive. Le prieuré, dépendant de l'abbaye de Saint-Calais aurait été édifié après le séjour de ce dernier.
L'église est entièrement reconstruite en 1877.
L'église Saint-André abrite plusieurs objets classés ou inscrits monuments historiques : tableaux, statues, banc d'œuvre et objets liturgiques.

#### Chapelle Saint-Lubin
Au hameau de Saint-Lubin-des-Cinq-Fonts, la chapelle Saint-Lubin possède une cloche datée de 1761, classée monument historique.
Baptisée Renée-Madeleine-Jeanne, elle a été restaurée en 2017, en même temps que la façade occidentale de la chapelle.

#### Prieuré d'Authon-aux-Bonshommes
L'ordre de Grandmont installe près du bois, appelé désormais le bois de Grandmont, une « celle » (prieuré d'ermites) à Authon entre 1140 et 1163, sous la protection des comtes du Perche. Elle comptait cinq clercs en 1295. À la réforme de l'ordre en 1317, le prieuré est rattaché au prieuré de Chênegallon et ne sert plus que de ferme. L'église est détruite en 1778. La base de son mur ouest est encore visible dans la grange attenante. Il subsiste l'aile occidentale du prieuré (ancien cellier des moines) éclairée de cinq lancettes à l'étage.

### Personnalités liées à la commune

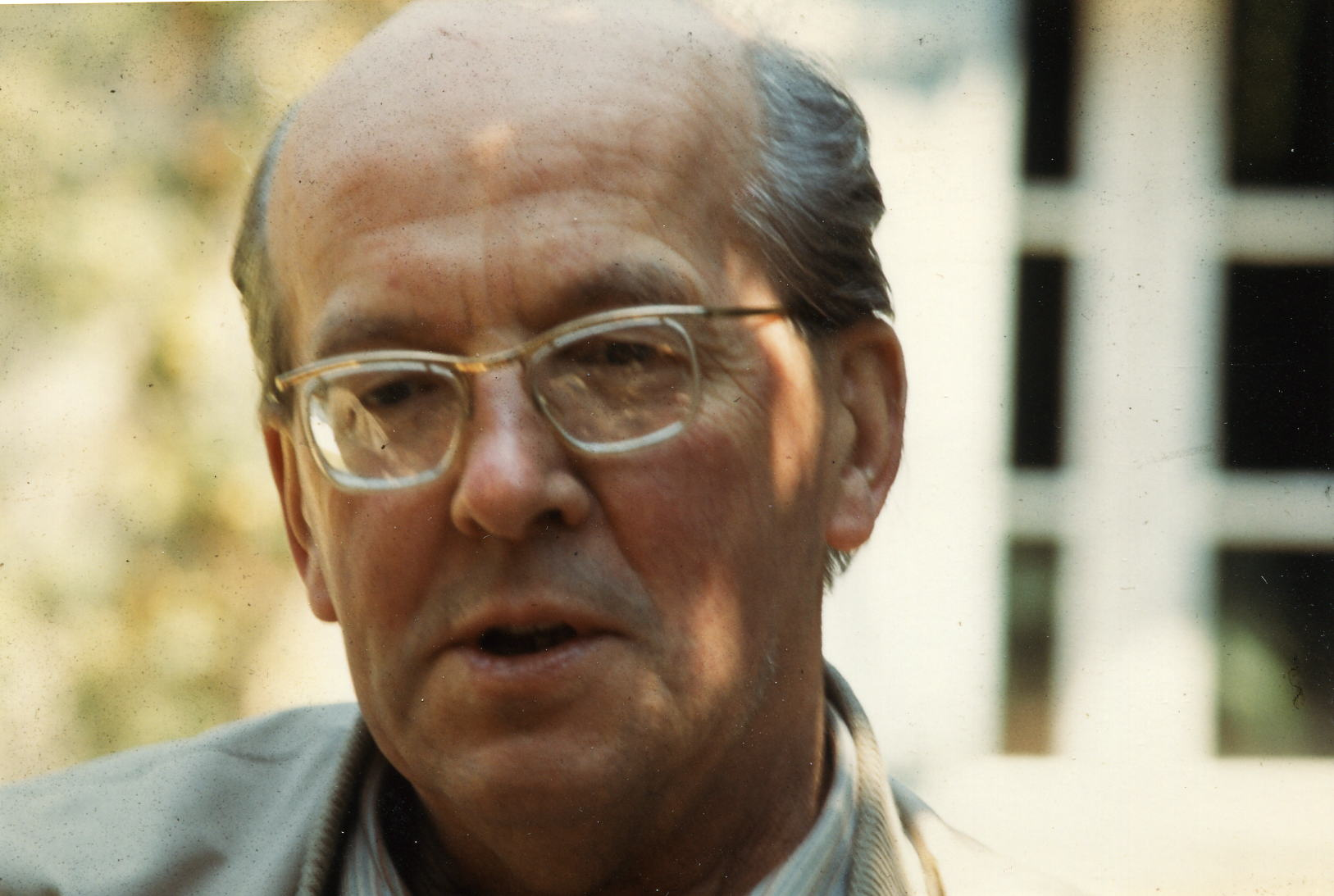
Jean Le Moal en 1971.

- Jacques Noël Rifaut, né à Authon en 1771, homme politique, député d'Eure-et-Loir pendant les Cent-Jours en 1815 ;
- Louis Gasselin de Chantenay (1794-1867), homme politique né à Authon-du-Perche, maire de Chantenay, député de la Sarthe de 1848 à 1849.
- Robert Battet (1893-1950), vice-amiral, chef d'état-major de la marine en 1950. Un monument, avec son buste, est élevé à sa mémoire en 1952 en bordure de la place des Marronniers ;
- Jean Le Moal (1909-2007), peintre et créateur de vitraux, né à Authon-du-Perche ;
- Jean-Claude Morice (né en 1939), artiste plasticien français, y est né ;
- Thierry Arbogast (1956- ), chef opérateur, est un résident d'Authon-du-Perche.

### Héraldique
|  | D'or au sautoir de gueules, sur le tout, d'argent à trois chevrons brisés de sable. |